# Androsace ovalifolia
Androsace ovalifolia är en viveväxtart som beskrevs av Yung C. Yang. Androsace ovalifolia ingår i släktet grusvivor, och familjen viveväxter. Inga underarter finns listade i Catalogue of Life.